# Elilla Bagge
Elisabeth „Elilla“ Bagge (* 28. Oktober 1847 in Altershausen; † nach 1901) war eine deutsche Schriftstellerin, Übersetzerin und Erzieherin.

## Leben
Bagge kam 1847 als Tochter des Pfarrers Oskar Bagge zur Welt, der als Schriftsteller tätig war. Er verfasste neben theologischen Abhandlungen auch Volksschriften.
Bagge wurde zur Erzieherin ausgebildet und arbeitete anschließend in Deutschland, in der Schweiz und in England. Sie war zudem als Sprachlehrerin tätig.   In den 1880er-Jahren veröffentlichte sie erste Novellen und Übersetzungen vor allem von Werken der Schweizer Schriftstellerin Adèle Huguenin, die unter dem Pseudonym T. Combe schrieb. Bagge zog nach Leipzig, wo sie noch 1898 lebte.

## Werke (Auswahl)
als Autorin
- Das Kleeblatt. 1898.[1]
- Feinde des Familienglückes. Verlag der Evangelischen Buchhandlung, Hamburg 1889.

als Übersetzerin
- T. Combe: Monsieur Vélo, Herkules’ Geheimnis, Doktor Job. 3 Novellen. Zwißler, Wolfenbüttel 1885.
- T. Combe: Der arme Marcel. Novelle („Pauvre Marcel“, 1888). Reclam, Leipzig 1889.
- T. Combe: Electric-Electrac. Reclam, Leipzig 1889.
- T. Combe: Die Schwestern Verdan (Bibliothek der fremden Zungen; Bd. 8). DVA, Stuttgart 1893.
- Edna Lyall: Donovan. Lebensgeschichte eines Engländers aus unseren Tagen („Donovan. A modern Englishman“). Wigand, Leipzig 1894.
- René Fath: Eine amerikanische Heirat („Mariage américain“). Reclam, Leipzig 1901.
- Pierre Loti: Die Islandfischer („Pêcheur d'Islande“). Reclam, Leipzig 1901.
- Jean Rameau: Mariens Hochzeit („Le roman de Marie“). Reclam, Leipzig 1906.